# 107 v. Chr.
Portal Geschichte | Portal Biografien | Aktuelle Ereignisse | Jahreskalender | Tagesartikel

◄ |
3. Jahrhundert v. Chr. |
2. Jahrhundert v. Chr. |
1. Jahrhundert v. Chr. |
►

◄ | 120er v. Chr. | 110er v. Chr. | 100er v. Chr. | 90er v. Chr. |
80er v. Chr. |
►

◄◄ | ◄ | 110 v. Chr. | 109 v. Chr. | 108 v. Chr. | 107 v. Chr. |
106 v. Chr. |
105 v. Chr. |
104 v. Chr. |
► |
►►
Staatsoberhäupter

## Ereignisse
- Konsul Gaius Marius übernimmt im Jugurthinischen Krieg den Oberbefehl über die römischen Truppen in Numidien. Durch Umstellung des römischen Heeres auf Berufssoldaten anstelle dienstverpflichteter Bauern und Einsetzung einer effektiveren Reiterei erlangt er eine bessere Position gegenüber dem mit Land und Leuten vertrauten König Jugurtha.
- Im Zuge der Wanderung der Kimbern und Teutonen besiegen die helvetischen Stämme der Tiguriner und Tougener unter der Führung von Divico die römischen Legionen unter dem Konsul Lucius Cassius Longinus Ravilla in der Schlacht bei Agen an der Garonne. Die von den Volcae besiedelte Stadt Tolosa fällt daraufhin vom Römischen Reich ab.

## Geboren
- um 107 v. Chr.: Decimus Iunius Silanus, römischer Politiker († um 60 v. Chr.)

## Gestorben
- Lucius Cassius Longinus, römischer Konsul